# ألبدريتي
ألبدريتي (بالإنجليزية: Alpedrete)‏ هي بلدية ومدينة في منطقة الحكم الذاتي وتقع في منطقة مدريد في وسط إسبانيا. تبلغ مساحة هذه المدينة 12.64 (كم²)، ويبلغ عدد سكانها 12357 نسمة حسب إحصاء سنة 2008 م.

## وصلات خارجية
- الموقع الرسمي